# Everaldo de Jesus Pereira
Everaldo de Jesus Pereira (nacido el 19 de febrero de 1980) es un exfutbolista brasileño que se desempeñaba como delantero.
Jugó para clubes como el Vitória, Bonsucesso, Ituano, FC Tokyo, Al-Arabi y Umm-Salal.

## Trayectoria

### Clubes
| Club              | País          | Año         |
| ----------------- | ------------- | ----------- |
| Ipitanga da Bahia | Brasil        | 2003        |
| Vitória           | Brasil        | 2004        |
| Bonsucesso        | Brasil        | 2005        |
| Ituano            | Brasil        | 2006        |
| Gyeongnam FC      | Corea del Sur | 2007        |
| FC Tokyo          | Japón         | 2008 - 2009 |
| Al-Arabi          | Catar         | 2009 - 2011 |
| Umm-Salal         | Catar         | 2011 - 2014 |